# Hemochromatose
Hemochromatose, pigmentcirrose, ijzerstapelingsziekte is een erfelijke aandoening, waarbij de opname van ijzer vanuit de darm in het bloed te hoog is. Het gevolg is de opslag van overtollig ijzer of ijzerstapeling in de organen, wat na lange tijd (soms ernstige) symptomen kan veroorzaken.
De genetische aanleg is niet zeldzaam, maar de genetische aanleg voor de ziekte komt  niet altijd tot uiting, zie hieronder.

## Geschiedenis
Hereditaire hemochromatose werd voor het eerst beschreven in 1865, en wel als een trias (drievoudige aandoening, aandoening met drie gelijktijdig optredende symptomen) van glucosurie, cirrose en hyperpigmentatie. Het was Daniel von Recklinghausen die de term hemochromatose gebruikte, nadat hij opmerkte dat het een ijzerstapelingsziekte betrof.
De oorsprong van de unieke puntmutatie van het HFE-eiwit dat hemochromatose veroorzaakt, is, afgaande op genetisch onderzoek, waarschijnlijk zo'n 60 à 70 generaties geleden terug te vinden bij de Kelten of de Vikingen.

## Etiologie
De puntmutatie van een HLA-gelinkt gen, veroorzaakt een afwijking in het MHCI-proteïne (HFE-eiwit). Dit eiwit vormt een dimeer met het β2-micro-globuline, ter hoogte van de baso-laterale zijde van de enterocyt (darmcel), en ter hoogte van de macrofagen. In de perifere cellen vormt het een hoog-affiniteits-complex met de transferrine-receptor.
Hoe dit leidt tot een 2 à 3 maal verhoogde ijzeropname uit de darm is nog onbekend.

## Gevolgen
Door de verhoogde ijzeropname raakt het bloed verzadigd met ijzer. Het ontstane overschot aan ijzer kan niet door het lichaam worden afgevoerd in de urine, en wordt vervolgens opgeslagen in enkele organen, bijvoorbeeld de lever, de alvleesklier, gewrichten in handen en voeten, de ogen. Een MRI scan kan soms duidelijk maken welke organen bij de patiënt het overschot aan ijzer bevatten.
De ijzeropstapeling in de cellen veroorzaakt beschadigingen, doordat het de aanmaak van bepaalde vetafbrekende moleculen, de zogenaamde vrije radicalen, versterkt.
- In de alvleesklier veroorzaakt het destructie van de β-cellen, met diabetes mellitus en aldus glucosurie (suiker in de urine) tot gevolg
- In de lever veroorzaakt het cirrose
- In de huid zorgt het voor hyperpigmentatie
- In het hartspierweefsel veroorzaakt het hartfalen
- In de hypofyse geeft het aanleiding tot hormoonuitval met gevolgen voor de potentie: erectiele disfunctie
- In de gewrichten veroorzaakt het artrose.

Veelal blijven duidelijke klachten uit tot op latere leeftijd. Niet alle patiënten krijgen alle symptomen.

## Diagnose en behandeling
Omdat het ziektebeeld vaak aanvangt met vage klachten zoals vermoeidheidsverschijnselen, kan het soms lang duren alvorens de diagnose 'hemochromatose' wordt overwogen door huisarts of specialist.
De diagnose kan met zekerheid gesteld worden door een leverbiopsie te nemen, of de puntmutatie via DNA-analyse op te sporen. De diagnose kan worden gesteld door in eerste instantie het transferrinesaturatiepercentage (TS-%) en het ferritine in het bloed te meten - als beide ongewoon hoog zijn is dit een sterke aanwijzing.
Ter behandeling kan men enerzijds zorgen dat het lichaam ijzer verliest door aderlating. Anderzijds kan men de ijzerinname beperken door geen rood vlees of organen te eten, en door een gecontroleerde inname van vitamine C, dat de opname van ijzer vanuit de darmwand in het bloed, en ook de ijzeropname vanuit het bloed in de cellen, bevordert. IJzer is, in een of andere vorm, in vrijwel alle voedingsmiddelen aanwezig, waardoor er geen echt dieet beschikbaar is. Geregelde aderlating (flebotomie) is de meest toegepaste methode om het ijzergehalte te verlagen, en vervolgens op peil te houden. Ook aspirine vermindert de ijzeropname. Als de diagnose tijdig wordt gesteld en een behandeling gestart, blijven klachten veelal uit.

## Prevalentie
Eén op de tien blanke Amerikanen is drager van deze puntmutatie.
Het is de meest frequente mono-allelische genetisch overdraagbare ziekte bij het blanke ras.
Hoewel het gemuteerde gen vrij algemeen voorkomt, geeft het bij heterozygotie meestal geen aanleiding tot ziekte, en zelfs wanneer het homozygoot voorkomt, leidt het bij vrouwen in beperkte mate tot ziekte, omdat vrouwen maandelijks ijzer verliezen via het menstruatiebloed.
De belangrijkste risicogroep zijn homozygote mannen, vooral als zij overmatig ijzer in hun dieet hebben, en er daarnaast andere belastende factoren zijn, zoals overmatig alcoholgebruik.
Als hemochromatose tijdig wordt opgemerkt, bij voorkeur voordat klachten ontstaan, is behandeling vaak goed mogelijk.

## Ferritinegehalte van het serum is een uitermate belangrijke maatstaf
| Ferritine in µg/L (ng/ml) | De betekenis van het ferritinegehalte in het serum                          |
| ------------------------- | --------------------------------------------------------------------------- |
| 1000                      | gevorderde hemochromatose met verhoogde kans op levercirrose                |
| 300                       | uiterste waarde voor mannen (flebotomie is vanaf deze waarde noodzakelijk)  |
| 200                       | uiterste waarde voor vrouwen (flebotomie is vanaf deze waarde noodzakelijk) |
| 150                       | verhoogde kans op ijzerstapeling indien ook TS-% hoger dan 40%              |
| > 100                     | nastrevenswaardig indien neiging tot ijzertekort                            |
| < 100                     | nastrevenswaardig indien neiging tot ijzerstapeling                         |
| 100                       | gemiddelde bij gezonde bejaarde mannen                                      |
| 80                        | gemiddelde bij gezonde bejaarde vrouwen                                     |
| 50                        | nastrevenswaardig bij ontijzering door middel van flebotomie                |
| 10-20                     | waakzaamheid is geboden om ijzertekort te voorkomen                         |

## Transferrinesaturatiepercentage is een tweede belangrijke maatstaf
| ideaal TS-%       | verhoogd TS-%                         |
| ----------------- | ------------------------------------- |
| nastrevenswaardig | te vermijden - niet nastrevenswaardig |
| 20% - 30%         | hoger dan 40% - 45% - 50% - 55% - 60% |